# Matsuzaki
Matsuzaki (松崎町?) è una cittadina giapponese della prefettura di Shizuoka.